# Nagytótfalu, Baranya
Nagytótfalu este un sat în districtul Siklós, județul Baranya, Ungaria, având o populație de 399 de locuitori (2011). 

## Demografie
Componența etnică a satului Nagytótfalu
     Maghiari (98,63%)
     Germani (1,37%)
Componența confesională a satului Nagytótfalu
     Reformați (16,54%)
     Fără religie (5,76%)
     Necunoscută (77,69%)
Conform recensământului din 2011, satul Nagytótfalu avea 399 de locuitori. Din punct de vedere etnic, majoritatea locuitorilor (98,63%) erau maghiari, cu o minoritate de germani (1,37%). Nu există o religie majoritară, locuitorii fiind reformați (16,54%) și persoane fără religie (5,76%). Pentru 77,69% din locuitori nu este cunoscută apartenența confesională.